# Rémilly (Nièvre)
Rémilly è un comune francese di 175 abitanti situato nel dipartimento della Nièvre nella regione della Borgogna-Franca Contea.

## Società

### Evoluzione demografica
Abitanti censiti